# Ельзаський діалект
Ельзаський діалект — один з нижньо-алеманських діалектів німецької мови, поширений практично по всій території Ельзасу. Найближчий до швабського та швейцарського діалектів німецької мови.
З часом в ельзаський діалект проникає до все більшої кількості французьких слів. Проте його нижча соціальна роль (особливо після Другої світової війни) не дозволяє йому розвиватися на належному рівні. Нині ельзаським діалектом говорять переважно робітники, селяни, а також переконані прихильники ельзаської культури. Лише близько 40 відсотків населення Ельзасу можуть розуміти та висловлюватися цим діалектом.

Лінгвістична карта Ельзасу, ельзаський показаний двома відтінками червоного

## Статус ельзаського діалекту у Франції
Згідно з конституцією Франції, єдиною офіційною мовою на території республіки є французьку мова. Разом з тим уряд країни визнає певні права за ельзаським діалектом та деякими іншими регіональними говірками. 1999 року дослідження Національного статистичного інституту показали, що у Франції налічується 548 000 повнолітніх носіїв діалекту. Це ставить його на друге місце за поширеністю серед регіональних мов Франції (після Окситанської).

## Порівняльний словник
| Українська | Ельзаська       | Верхньо-Алеманнська | Швабська | Німецька | Французька    |
| ---------- | --------------- | ------------------- | -------- | -------- | ------------- |
| будинок    | Hüüs [hyˑs]     | Huus                | Hous     | Haus     | maison        |
| гучний     | lüüt [lyˑd̥]     | luut                | lout     | laut     | bruyant       |
| люди       | Lit [lɪd̥]       | Lüt                 | Leid     | Leute    | gens          |
| сьогодні   | hit [hɪd̥]       | Hüt                 | heid     | heute    | aujourd'hui   |
| красивий   | schen [ʃeːn]    | schö                | sche     | schön    | beau          |
| Земля      | Ard [aˑɾd̥]      | Ärd                 | Erd      | Erde     | terre         |
| туман/імла | Nabel [naːb̥l̩]   | Näbel               | Nebl     | Nebel    | brouillard    |
| вода       | Wàsser [ʋɑsəɾ]  | Wasser              | Wasser   | Wasser   | eau           |
| чоловік    | Mànn [mɑˑn]     | Maa                 | Mà       | Mann     | homme         |
| їсти       | assa [asə]      | ässe                | essa     | essen    | manger        |
| пити       | trenka [d̥ɾənɡ̊ə] | trinkche            | trenka   | trinken  | boire         |
| маленький  | klai [ɡ̊laɪ̯]     | chlei               | kloi     | klein    | petit, petite |
| дитина     | Kind [kɪnd̥]     | Chind               | Kind     | Kind     | enfant        |
| день       | Däi             | Dag                 | Dàg      | Tag      | jour          |
| жінка      | Frài            | Frou                | Frau     | Frau     | femme         |